# Імператорська печатка Маньчжоу-Го
Імператорська печатка імператора Маньчжоу-Го — малюнок квітки орхідеї (Cymbidium goeringii) з п'ятьма гілками сорго між п'ятьма пелюстками орхідеї. Він був повністю жовтим.
Основою дизайну був Cymbidium goeringii, улюблена квітка імператора Маньчжоу-Го. Сорго було основною їжею Маньчжоу-Го і було додано як частину дизайну.
Імператорська печатка була затверджена 25 квітня 1934 року. Вона також з'явилася на прапорі імператора Маньчжоу-Го.

## Галерея

Прапор імператора Маньчжоу-Го
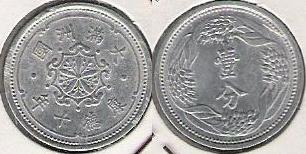
Державна печатка на монеті (1 фен)
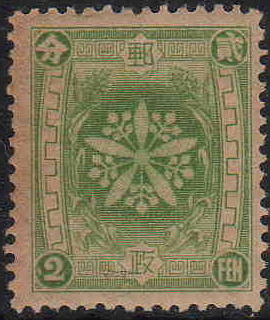
Емблема на поштовій марці
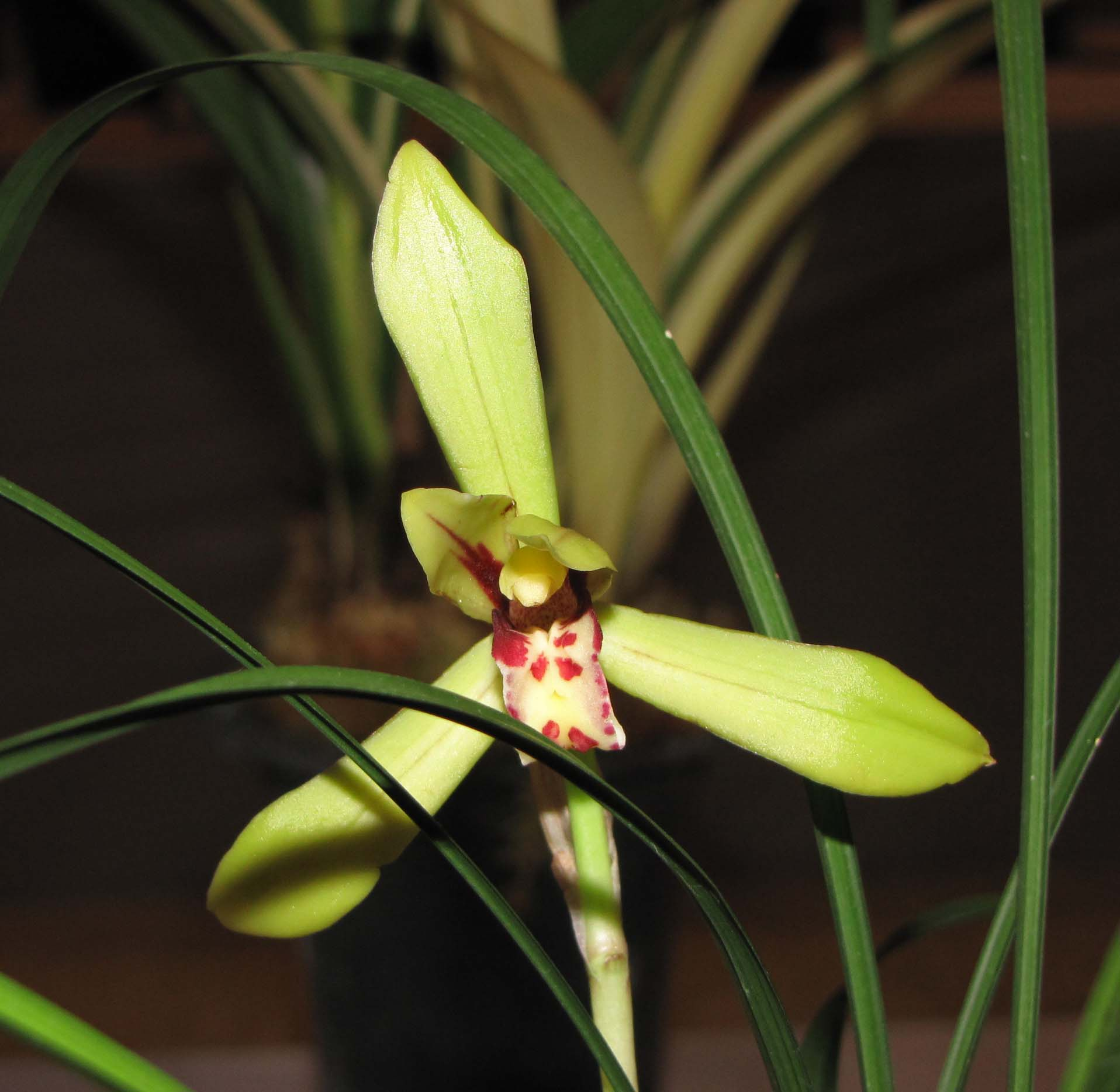
Cymbidium goeringii
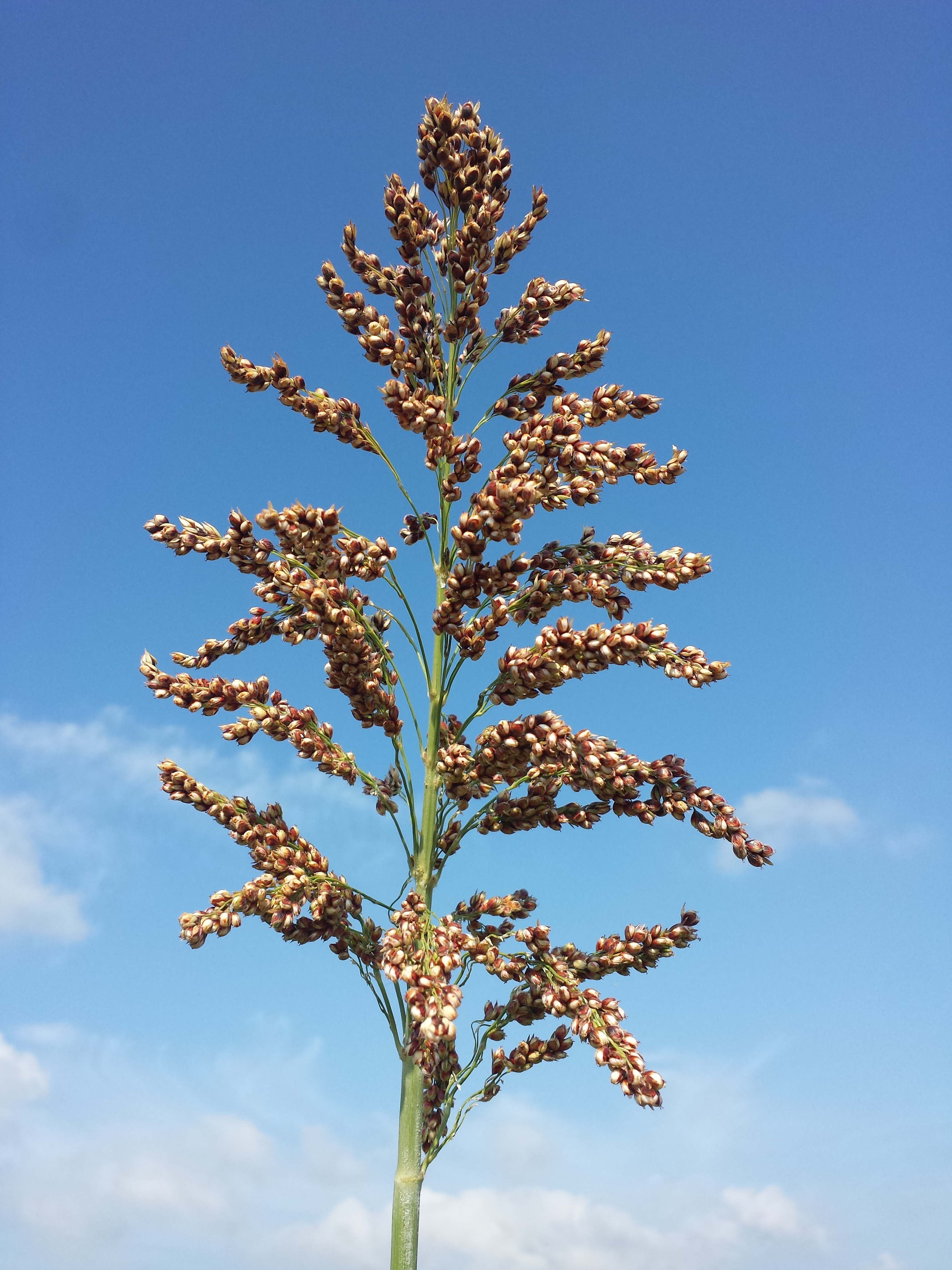
Гілки сорго